# Extra. (série télévisée)
Pour les articles homonymes, voir Extra.
Production
Diffusion
Extra. est une mini-série télévisée française créée, écrite et réalisée par Jonathan Hazan et Matthieu Bernard. La série est lauréate du Fonds SACD-OCS Signature 2021 sur la thématique « handicap et comédie ».C'est alors que le personnage de Catherine Blondin est né. Mère et cheffe de chœur, Catherine mène une double-vie secrète et libératrice en devenant accompagnante sexuelle pour personnes en situation de handicap.
Cette comédie est une production de la société Les Films du Cygne pour Ciné+ OCS, réalisée avec le soutien de la région Auvergne-Rhône-Alpes,, et Île-de-France.

## Synopsis
Vienne, en Isère. Catherine Blondin mère de famille dévouée et cheffe de la chorale inclusive extra. mène une vie sans histoire. Son existence bascule lorsqu’elle surprend une de ses choristes en fauteuil roulant, avoir un orgasme grâce à un cunnilingus que lui prodigue un homme déguisé en Père Noël. Cette scène, à la fois troublante et fascinante, la bouleverse profondément. Elle ravive en elle des questions intimes qu’elle avait enfouies : le plaisir qu’elle n’a jamais vraiment exploré, ni reçu, ni offert. Alors, à l’insu de tous, Catherine décide de braver les interdits et devient "Cathy", accompagnante sexuelle pour personne en situation de handicap. Une double-vie galvanisante qui lui permet de conquérir une place qu’elle ne s’est jamais autorisée.

## Distribution
- Anne Girouard : Catherine Blondin-Bertrand surnommée "Cathy" pour son activité accompagnante sexuelle pour handicapés. Mère de famille, elle est également gérante de Blondex, une entreprise familiale de matelas et cheffe de chœur de la chorale inclusive extra.
- Stéphane Debac : Antoine Bertrand, époux de Catherine, il rêve de s'emparer de Blondex.
- Nicolas Lumbreras : Xavier Blondin, sarcastique au chômage, et consommateur régulier de joints.
- Rio Vega : Anatole Bertrand, fils de Catherine et Antoine et toujours au lycée alors qu'il est bel et bien majeur depuis 2 ans.
- Elisa Erka : Océane, accompagnante sexuelle pour handicapés en Suisse, elle est formée et diplômée par l’A.F.A.S.H. (Association pour la Formation à l’Accompagnement Sexuel et Handicap).
- Hélène Bares : Athéna, Trésorière d’extra. et choriste pleine de vie malgré l’accident qui a causé son handicap.
- Riad Gahmi : Samir, Architecte, il est atteint d’une sclérose en plaques et séduit par Cathy
- Alexis Victor: Marc, directeur du lycée privé où étudie Anatole. Il est également président du Cor Optimum Club (COC), un club de charité servant de réseau pour les notables du coin.
- Alexandre Philip : Jeff, choriste au sein de la chorale de Catherine.
- Olivier Broche: Philippe
- Olenka Ilunga : Kelly, Petite amie d’Anatole depuis le lycée.

## Production

### Genèse et développement
La série est créée, écrite et réalisée par Jonathan Hazan et Matthieu Bernard,,. Les auteurs sont les heureux gagnants de l'appel à projets Fonds SACD-OCS Signature 2021 dont le thème était « handicap et comédie ».

### Tournage
Le tournage de la série a lieu du 10 octobre au 24 novembre 2023 en région Auvergne-Rhône-Alpes, et plus précisément à Montriond en Haute-Savoie, à Vienne dans l'Isère et à Bourg-en-Bresse dans l'Ain, et en région Île-de-France.

## Liste des épisodes
| NUMÉRO | TITRES ÉPISODES        | SYNOPSIS EPISODES |
| ------ | ---------------------- | --- |
| 1      | la graine est plantée. | Catherine est fascinée par l’orgasme d’Athéna auquel elle a assisté. Elle partage cette expérience avec sa famille, ce qui suscite l’intérêt de son frère Xav’ qui l’interroge sur son propre plaisir.                                 |
| 2      | l’oiseau sort du nid.  | Catherine découvre l’envers du décor du métier d’assistante sexuel grâce à Océane qui l’alerte sur les limites et les risques de l’activité. MaisCatherine franchit la ligne avec un de ses choristes.                                 |
| 3      | nouvelle mue.          | Galvanisée par l’expérience menée avec Jeff, Catherine se confie à Xav’ qui redécouvre sa sœur et lui propose de l’aider. Au bureau de sa chorale, Catherine reçoit un mail adressé à l’attention d’une certaine Cathy.                |
| 4      | l’heureux élu.         | Gagnant en confiance, Catherine rencontre de nouveaux bénéficiaires par l’intermédiaire de Xav’. Alors que Jeff insiste pour obtenir de nouvelles séances, Catherine croise la route du beau Samir.                                    |
| 5      | à point nommé.         | Bien qu’enivrée par sa relation secrète avec Samir, Catherine doit faire bonne figure pour un dîner d’affaires organisé à la maison par Antoine. Mais elle est loin de se douter de l’identité de l’invité.                            |
| 6      | et la lumière fût.     | Tandis que Xav’ profite du nouvel équilibre du foyer Blondin, Catherine est dépassée par sa double-vie. Athéna console Catherine et lui suggère de reprendre contact avec Samir.                                                       |
| 7      | madame cathy.          | Profitant de l’absence d’Antoine et Anatole, Catherine transforme le foyer Blondin en maison close pour accueillir les bénéficiaires. Mais avec Xav’ à bord, rien n’est sous contrôle.                                                 |
| 8      | l'héritage.            | Catherine et Xav’ se rendent en Suisse pour faire une proposition à Océane. Peu convaincue, Océane demande un délai de réflexion. Un temps qui se révèle être celui des confidences pour le duo frère-sœur.                            |
| 9      | swiss connection.      | Alors que Xav’, Anatole et Kelly chapeautent l’excursion des bénéficiaires en Suisse, Catherine doit regagner la confiance de ses choristes. Mais le nom de Cathy continue de circuler.                                                |
| 10     | extra !                | Face à ses proches et aux membres du COC, Catherine et ses choristes donnent le concert de Pâques tant attendu. L’heure est à la félicité. D’autant que le sexe n’a pas sa place au COC ! Mais un invité surprise va tout bouleverser. |

### Fiche technique
Sauf indication contraire, les informations mentionnées dans cette section peuvent être confirmées par la base de données cinématographiques Allociné,  présente dans la section « Liens externes ».
- Titre français : Extra.
- Genre : Comédie
- Production : Alexandre Charlet[2],[3],[4]
- Sociétés de production : Les Films du Cygne[2],[3],[4]
- Réalisation et scénario : Jonathan Hazan et Matthieu Bernard[2],[3],[4]
- Musique originale : Pierre-Antoine Durand
- Directeur de la photographie : Sylvain Rodriguez
- Directeur de production : Bertrand Soupey
- Premier Assistant réalisateur : Stéphane Brosseau
- Directrice de casting : Angélique Luisi (ARDA)
- Cheffe décoratrice : Julie Plumelle
- Cheffe costumière : Christel Birot
- Chef opérateur son : Julien Gonzalez
- Scripte : Malvina Desmarest
- Directrice de post-production : Francesca Betteni-Barnes
- Monteurs : Nicolas Sarkissian & Yannick Grassi
- Montage son et mixage son : Sylvain Réty
- Pays de production :  France
- Langue originale : français
- Format : couleur
- Nombre de saisons : 1
- Nombre d'épisodes[2],[3],[4] : 10
- Durée : 26 minutes[2],[3],[4]
- Date de première diffusion : 7 janvier 2025 sur Ciné+ OCS[7]